# Poljica Kozička
Poljica Kozička je naselje u sastavu Grada Vrgorca, u Splitsko-dalmatinskoj županiji.

## Geografski položaj
Poljica Kozička pripadaju gradu Vrgorcu od čijeg centra su udaljena 21 kilometar.  Makarska je udaljena 39 kilometara, dok je udaljenost od Imotskoga 35 kilometara.

## Gospodarstvo
Stanovništvo se uglavnom bavi stočarstvom i poljoprivredom.
Opskrba sela električnom energijom vrši se imotskoga Slivna, tj. električnu mrežu održava HEP-ov pogon iz Imotskoga što mještanima predstavlja problem zbog čestih komplikacija. Godine 2011. tražili su i da se selo spoji na dalekovod Vrgorca, preko Stilja ili Kozice, kako bi struja bila jača, a mreža se redovitije održavala. Poštanski broj je 21274, a dostavna pošta Kozica.

## Stanovništvo
Prema popisu iz 2011. naselje je imalo 172 stanovnika.
| broj stanovnika | 803   | 766   | 843   | 999   | 1169  | 1184  | 1103  | 1163  | 1091  | 1112  | 1078  | 993   | 643   | 421   | 255   | 172   | 103   |
|                 | 1857. | 1869. | 1880. | 1890. | 1900. | 1910. | 1921. | 1931. | 1948. | 1953. | 1961. | 1971. | 1981. | 1991. | 2001. | 2011. | 2021. |

Najveći broj stanovnika Poljica Kozička imala su 1910. godine kada je u njima živjelo 1184 stanovnika. Nakon toga, broj stanovnika rapidno opada da bi do 2011. godine, prema Državnom zavodu za statistiku, svega 172 stanovnika živila u selu. Međutim, prema drugim podatcima, u Poljicama Kozičkim 2011. godine živilo je 60 stanovnika. U samom zaseoku Vekići živi samo 8 mještana. 
Ivan Vekić, rodom iz Poljica Kozičkih, u svojoj knjizi "Peta zapovijed: Roman o Domovinskom ratu" (Osijek, 2014.), u bilješci o piscu navodi: "Rođen sam 18. listopada 1938. god. u zabiokovskom selu Poljica, zaseok Vekići - jednom od brojnih zaseoka toga siromašnoga i prkosnog, na brđanski način lijepoga sela. Sela iz kojega se samo odlazi i nikada više ne vraća, osim u tužnim mislima, u mašti i prisjećanjima na svoje hajdučko porijeklo, kada nema nikakve druge utjehe. O njemu pjevamo kad nas svi čuju i plačemo kada nas nitko ne vidi!"
 

## Prezimena Vrgorske krajine
Ajduk, Alerić, Ančić, Antunović, Arambašić, Bajalo, Bajto, Baletić, Barać, Barbir, Begović, Beus, Bilić, Biskupović, Bobanac, Bokšić, Borovac, Božić, Brljević, Buklijaš, Bulog, Buljan, Bušelić, Caktaš, Cikoja, Čepo, Čović, Ćulav, Delić, Delipetar, Divić, Dodig, Domanžić, Dragičević, Dropulić, Dujmović, Đugum, Erceg, Filipović, Franić, Galić, Gašpar, Glamuzina, Glavan, Glavaš, Govorko, Grančić, Granić, Grbavac, Grgić, Grljušić, Grubišić, Hrstić, Ilić, Ivandić, Ivičević, Jakičević, Jelaš, Jelavić, Jerkušić, Jović, Jujnović, Jukić, Jurilj, Jurjević, Kalajžić, Kapović, Kardum, Katavić, Katić, Klaričić, Klinac, Knezović, Kolak, Kordić, Kraljević, Krivić, Krstičević, Kurilj, Kurtović, Lendić, Majić, Majstrović, Maras, Marević, Marinović, Markotić, Maršić, Martinac, Marušić, Matić, Matković, Medak, Mihaljević, Miletić, Miljak, Miočević, Mišić, Musanić, Musulin, Mušan, Naglan, Nizić, Nuić, Okmažić, Opačak, Oršulić, Ožić-Bebek, Panžić, Pavić, Pavlak, Pavlinović, Pejdo, Perić, Perkušić, Pervan, Pivac, Polić, Pranić, Primorac, Prnić, Pucar, Radalj, Radić, Radomiljac, Radonić, Rakić, Rakušić, Raos, Ravlić, Rešetar, Roglić, Roso, Rudež, Ružičanin, Stanković, Suvaljko, Šalinović, Šapit, Šimunović, Škorput, Šoljak, Šošić, Štulić, Talaja, Tamburović, Tolić, Tolj, Tomac, Trlin, Turić, Ujdur, Vegar, Vekić, Vidaković, Vidović, Vranješ, Vučak, Vučko, Vujčić, Vukmir, Vukojević, Vukosav, Vuković, Vuksanović, Vukšić, Vukušić, Vuleta, Vuletić, Zekulić, Židić, Živković.

## Poznate osobe
- Ivan Grljušić, hrvatski pjesnik, pripovjedač, esejist, romanopisac, književni i kazališni kritičar, dramski pisac, antologičar i nakladnik rodio se 6. srpnja 1953. u Poljicima. Diplomirao je hrvatski jezik i južnoslavenske književnosti. Bio je urednik u časopisima i nakladničkim kućama, kao i kolumnist i kazališni kritičar u novinama i časopisima. Živi kao profesionalni pisac (samostalni umjetnik), okušavši se u gotovo svim književnim rodovima. HTV je snimio o njemu film "Vrutak vedrine" (režija P. Krelja). Pojedinačna djela prevedena su mu na nekoliko svjetskih jezika (engleski, njemački, japanski, francuski) Priređivao je za tisak i knjige drugih auktora. Dizajnirao knjige, izlagao samostalno i skupno slike, skulpture, fotografije i grafike. I svakako je jedan od najraznovrsnijih hrvatskih auktora uopće.[8][9]

- Ivan Vekić, (18. listopada 1938. – Osijek, 17. prosinca 2014.) - utemeljitelj Hrvatske demokratske zajednice, ratni ministar unutarnjih poslova Republike Hrvatske, pravnik, političar, književnik

## Spomenici i znamenitosti
U Poljicima Kozičkim nalaze se dvije rimokatoličke crkve:
- Crkva Gospe od Zdravlja koja je istovremeno i župna crkva. Sagrađena je 1887. godine na Igrištu, a obnovljena 1998. godine za vrijeme župnika don Petra Čondića. Crkva je izgrađena domaćim klesanim kamenom četvrtastoga oblika, duga je 13m, a široka 6m. Nema zvonik. Crkva ima polukružnu apsidu u kojoj se nalazi glavni oltar s Gospinim likom.
- Crkva svetoga Jure, sagrađena 1873. godine u Poljicama. Najstarija je crkva u ovoj župi. U njezinoj se gradnji koristio također klesani domaći kamen četvrtastoga oblika. Nema zvonik. Pod crkve popločan je kamenom, a u polukružnoj apsidi nalazi se drveni kip Sv. Jure na bijelom konju. Crkvu je obnovio župnik don Jakov Dragušica. Crkva je duga 13m, a široka 6m, slično kao i crkva Gospe od Zdravlja.

Administrativno gledajući, svi su zaseoci ovoga kraja uključeni u mjesnu zajednicu Poljica Kozička. Također, Poljica imaju vlastitu župu, posvećenu Gospi od Zdravlja, koja pripada Biokovskom dekanatu, kao i sve župe Vrgorske krajine. Do 1922. godine ova je župa bila u sklopu župe Kozica, a 1924. godine se osamostalila. Od te se godine vode i župne knjige. Do 1922. godine posluživali su ju franjevci iz samostana u Makarskoj, a od tada pa do danas to čine svjetovni svećenici. Zadnjih godina Drugog svjetskog rata župa je bila ispražnjena zbog nedostatka svećenika, slično kao i mnoge vrgorske župe, pa je ovlasti nad njom tada dobio vrgorski svećenik. 1955. godine ovoj su župi pripojena i Mijaca, koja su se do tada nalazili u župi Stilja. No Mijaca imaju vlastitu mjesnu zajednicu i odvojena su od Poljica, ali zbog svoje male veličine i broja župljana pripadaju župi Gospe od Zdravlja u Poljicama.